# Göbölfalva
Göbölfalva (1892-ig Buglóc, szlovákul: Buglovce, németül: Schreibersdorf) község Szlovákiában, az Eperjesi kerület Lőcsei járásában.

## Fekvése
Lőcsétől 9 km-re délkeletre, Szepesváraljától 4,5 km-re nyugatra fekszik.

## Története
Nevét 13. századi birtokosáról: Goblinus íróról (schreiber) kapta, aki 1258-ban IV. Bélától kapta adományként. 1290-ben határbejárást végeztek. 1335-ben „Sreyberfalva”, 1346-ban „Saiberdorf”, 1364-ben „Gebulfalua”, 1373-ban „Goebelfalua” néven említik. 1639-ben említik először "Bugliocz" néven. A századok során a Görgey és Horváth családok, valamint a szepesi káptalan volt a birtokosa. 1787-ben 17 házában 132 lakos élt.
A 18. század végén Vályi András így ír róla: „BUGLYOCZ. Bugloves, Sreibersdorf. Elegyes tót falu Szepes Vármegyében, birtokosa a’ Szepesi Gróf, fekszik Szepesnek szomszédságában, ’s ennek filiája, határjának három negyedrésze soványas, és legelője is szoroska, második Osztálybéli.”
1828-ban 29 háza volt 207 lakossal.
Fényes Elek 1851-ben kiadott geográfiai szótárában így ír a faluról: „Buglócz, tót falu, Szepes vármegyében, Iglóhoz keletre 1 1/2 mfd.-nyire: 207 kath. lak. Savanyuviz. Jó föld. F. u. Görgey, Teöke, s m.”
Az 1892-es magyarosításkor az 1373-ban használatos nevet kapta vissza. A trianoni diktátum előtt Szepes vármegye Szepesváraljai járásához tartozott.

## Népessége
| Év:            | 1994. | 2004.   | 2014.   | 2024.   |
| -------------- | ----- | ------- | ------- | ------- |
| Emberek száma: | 257   | 265     | 270     | 269     |
| Eltérés:       |       | +3,11 % | +1,88 % | -0,37 % |

| Év:            | 2023. | 2024.   |
| -------------- | ----- | ------- |
| Emberek száma: | 265   | 269     |
| Eltérés:       |       | +1,50 % |

1910-ben 162, túlnyomórészt szlovák lakosa volt.
2001-ben 270 lakosából 268 szlovák volt.
2011-ben 269 lakosából 263 szlovák volt.

## Nevezetességei
- Jézus Szíve tiszteletére szentelt római katolikus temploma 1929-ben épült.